# Astragalus tephrolobus
Astragalus tephrolobus är en ärtväxtart som beskrevs av Aleksandr Andrejevitj Bunge. Astragalus tephrolobus ingår i släktet vedlar, och familjen ärtväxter. Inga underarter finns listade i Catalogue of Life.